# Halimodendromyia heptopotamica
Halimodendromyia heptopotamica är en tvåvingeart som beskrevs av Marikovskij 1965. Halimodendromyia heptopotamica ingår i släktet Halimodendromyia och familjen gallmyggor.
Artens utbredningsområde är Kazakstan. Inga underarter finns listade i Catalogue of Life.